# Torneo ATP de Dallas 2023
El Dallas Open 2023 fue un evento de tenis profesional de la categoría ATP 250 que se juega en pistas duras. Se trató de la 2.a edición del torneo que forma parte del ATP Tour 2022. Se disputó en Dallas, Estados Unidos del 6 al 12 de febrero de 2023 en el Styslinger/Altec Tennis Complex.

## Distribución de puntos
| Modalidad            | Campeón | Finalista | Semifinales | Cuartos de final | 2ª ronda | 1ª ronda | Clasificados | 2ª ronda de clasificación | 1ª ronda de clasificación |
| Individual masculino | 250     | 165       | 100         | 50               | 25       | 0        | 13           | 7                         | 0                         |
| Dobles masculino     | 250     | 150       | 90          | 45               | 20       | 0        | -            | -                         | -                         |

## Cabezas de serie

### Individuales masculino
| Tenista           | Ranking | Preclasificado |
| Taylor Fritz      | 8       | 1              |
| Frances Tiafoe    | 15      | 2              |
| Denis Shapovalov  | 27      | 3              |
| Miomir Kecmanović | 34      | 4              |
| John Isner        | 42      | 5              |
| Jeffrey John Wolf | 48      | 6              |
| Marcos Giron      | 57      | 7              |
| Adrian Mannarino  | 58      | 8              |

- Ranking del 30 de enero de 2023.[2]

### Dobles masculino
| Tenistas                          | Ranking | Preclasificado |
| Jamie Murray Michael Venus        | 50      | 1              |
| Nathaniel Lammons Jackson Withrow | 94      | 2              |
| Julian Cash Henry Patten          | 127     | 3              |
| André Göransson Ben McLachlan     | 145     | 4              |

## Campeones

### Individual masculino
Yibing Wu venció a  John Isner por 6-7(4-7), 7-6(7-3), 7-6(14-12)

### Dobles masculino
Jamie Murray /  Michael Venus vencieron a  Nathaniel Lammons /  Jackson Withrow por 1-6, 7-6(7-4), [10-7]